# Torneo de Bangkok 2013
El PTT Thailand Open 2013 es un torneo de tenis. Pertenece al ATP Tour 2013 en la categoría ATP World Tour 250. El torneo tendrá lugar en la ciudad de Bangkok, Tailandia, desde el 21 de septiembre hasta el 29 de septiembre de 2013 sobre canchas duras.

## Cabezas de serie
| Tenista         | Ranking | N.º |
| Tomáš Berdych   | 6       | 1   |
| Richard Gasquet | 9       | 2   |
| Milos Raonic    | 11      | 3   |
| Gilles Simon    | 16      | 4   |
| Mijaíl Yuzhny   | 20      | 5   |
| Feliciano López | 26      | 6   |
| Jarkko Nieminen | 42      | 7   |
| Lukáš Rosol     | 46      | 8   |

- Los cabezas de serie, están basados en el ranking ATP del 16 de septiembre de 2013.

### Dobles
| Tenista                          | Ranking | Preclasificada |
| Mahesh Bhupathi Robert Lindstedt | 28      | 1              |
| Daniele Bracciali Leander Paes   | 50      | 2              |
| Jamie Murray John Peers          | 75      | 3              |
| Tomasz Bednarek Johan Brunström  | 110     | 4              |

- El Ranking es de 16 de septiembre de 2013.

## Campeones

### Individual Masculino
Milos Raonic venció a  Tomáš Berdych por 7–6(7–4), 6–3

### Dobles Masculino
Jamie Murray  /  John Peers vencieron a  Tomasz Bednarek /  Johan Brunström por 6-3, 3-6, [10-6]